# Diaugasma
Diaugasma is een geslacht van weekdieren uit de klasse van de Gastropoda (slakken).

## Soorten
- Diaugasma epicharta (Melvill & Standen, 1903)
- Diaugasma olyra (Reeve, 1845)